# Брион (Изер)
Брион (фр. Brion) — коммуна во Франции, находится в регионе Рона — Альпы. Департамент коммуны — Изер. Входит в состав кантона Сент-Этьенн-де-Сен-Жуар. Округ коммуны — Гренобль.
Код INSEE коммуны — 38060. Население коммуны на 1999 год составляло 138 человек. Населённый пункт находится на высоте от 466 до 724 метров над уровнем моря. Муниципалитет расположен на расстоянии около 460 км юго-восточнее Парижа, 65 км юго-восточнее Лиона, 33 км западнее Гренобля. Мэр коммуны — M. Jean-François Meary-Dubois, мандат действует на протяжении 2001—2008 гг.
Динамика населения (INSEE):